# جورج دو راند
جورج دو راند (به انگلیسی: George Du Rand) (زادهٔ ۱۶ اکتبر ۱۹۸۲) شناگر اهل آفریقای جنوبی است.